# Спіритуалізм
Спіритуалізм (від лат. spiritus — душа, дух) — філософське вчення, що визнає суттю світу духовну першооснову і розглядає матеріальне, як творіння духа (бога) і протилежне за своїм змістом матеріалізму. Окремі вчені ототожнюють спіритуалізм з ідеалізмом. У цьому з ними згоден «Кишеньковий словник атеїста» (1985), що стверджує, що «спіритуалізм — необхідний компонент всякої ідеалістичної філософії».
Основна концепція спіритуалізму полягає в тому, що явища матеріального порядку зводяться до духовних.
Як філософський термін уперше був уведений В. Кузеном. Надалі так стали називати школи й напрями у французькій та італійській філософії XIX-XX ст. Як спіритуалістичні можуть бути схарактеризовані різноманітні давні і нові філософські вчення. Спіритуалістичними за своєю суттю є й усі релігійні вірування в існування бога і безсмертя душі.